# Пролећна офанзива (1944)
Пролећна офанзива је назив за војне операције које су на простору Македоније и јужног Поморавља покренуле немачке снаге против јединица НОВ Македоније и јужноморавских јединица НОВ Србије у раздобљу од 25. априла до 19. јуна 1944. године.

## Позадина
С наглим развојем Народноослободилачког покрета у Македонији 1943. и 1944. године, македонске јединице појачале су офанзивна дејства на бугарско-немачке посаде и на комуникације у Македонији, при чему је успостављена непосредна и чврста теренска веза са јужноморавским јединицама Главног штаба НОВ и ПО Србије.
Да би уништили НОВ Македоније и ослободили комуникације у Македонији и јужном делу Србије, Немци су предузели офанзиву за коју су у пуној мери искористили бугарске и албанске јединице, те остале квислиншке јединице.

## Офанзива
У источној Македонији офанзива је почела 30. априла 1944. године у којој су учествовале јединице 14, 17. и 29. бугарске дивизије, 13. бугарски пук из Ћустендила, 41. бугарски пук који се враћао из Грчке и немачке посадне јединице из источне Македоније, и трајала је све до 19. јуна 1944. године.
Непосредно пред почетак офанзиве, Трећа македонска ударна бригада и Косовски партизански одред су 24. априла 1944. ослободили Кратово. Трећа македонска, Косовска, 6. и 7. јужноморавска бригада успешно су одолевале пуних 20 дана концентричним нападима 14, 17. и 29. бугарске дивизије које су биле појачане знатним снагама из Бугарске. После пробоја непријатељског обруча на Кривој Реци 20. маја, 3. македонска бригада, један батаљон Шесте и један батаљон Косовске бригаде предузели су као Осоговска група офанзивна дејства преко планине Осогово и Плачковице кроз источну Македонију на Омару, Голаку, Струмичком Риду, Малинској Планини, Беласици, Круша планини и низу других места, и 15. јуна поновно стигле у рајон Куманово—Врање.
У западним областима Македоније, офанзива је започела 28. априла, а завршила 16. јуна 1944. године. У њој су биле ангажоване албанске квислиншке снаге, немачке снаге из састава 297. и 1. брдске дивизије у јачини око једне дивизије и јединице 15. бугарске дивизије.
Прва македонско-косовска бригада је два месеца, готово сваког дана, водила тешке борбе код Завоја, Велмеја, Извора, Лукова и низа других места са далеко надмоћнијим снагама. Упркос томе, успела је да врати под своју контролу слободну територију у западној Македонији (Дебарца).

## Последице
Непријатељске снаге током офанзиве у источној и западној Македонији нису испуниле свој циљ, уништење НОВ Македоније. Напротив, слободне територије су проширене, а створена је и нова слободна територија на подручју Брегалнице.
После ове офанзиве, у Македонији је био формиран низ нових бригада, а августа 1944. и прва дивизија у Македонији, 41. македонска дивизија НОВЈ. Такође су били обезбеђени и услови за организовање Првог заседања АСНОМ-а, које се одржало 2. августа 1944. године.